# یایویی کوساما
یایویی کوساما (انگلیسی: Yayoi Kusama؛ زادهٔ ۲۲ مارس ۱۹۲۹) هنرمند، مجسمه‌ساز، رمان‌نویس، نقاش، نویسنده، عکاس، و طراح مد اهل ژاپن است.
از فیلم‌ها یا برنامه‌های تلویزیونی که وی در آن نقش داشته‌است، می‌توان به توکیو انحطاط اشاره کرد.
وی همچنین برندهٔ جوایزی همچون پرمیوم ایمپریاله و شخص افتخار فرهنگ شده‌است.